# Болотниця (Прилуцький район)
Боло́тниця (в минулому — Бло́тниця) — село в Чернігівській області України, входить до складу Талалаївської селищної громади. За адміністративним поділом до липня 2020 року село входило в склад Талалаївського району, а після укрупнення районів входить до Прилуцького району. Розташоване на річці Лисогорі за 9 км від залізничної станції Талалаївки. Населення — 586 осіб, площа — 2,936 км².

## Назва
Біля села протікає невеличка річка Лисогір, а береги біля річки заболочені. Тож, можливо, звідси й пішла назва села — Болотниця. Болотницею називають також водяний горіх, а в українській міфології Болотниця — це болотяна баба, дух боліт. Місцеві краєзнавці стверджують, що раніше село називалося Плотниця, бо жило у ньому багато «плотників». Згодом звук «П» перейшов у звук «Б», так і вийшла сучасна назва села.

## Історія
Село вперше згадується під 1629 роком, було вільним військовим селом і входило до Срібнянської сотні Прилуцького полку. 1666 року в селі було 15 господарств селян, які «орали на 2-х волах»; козаки не показані. У 1737 році — 35 господарств селян, 84 господарств козаків (25 виборних, 59 підпомічників), 14 господарств козачих підсусідків. 1738 року голова
Правління гетьманського уряду О. І. Румянцев віддав його на уряд полковнику Семену Полозову, який був тоді в Глухові на посаді генерального підскарбія. 1750 року бунчуковий товариш Д. М. Затиркевич володів у селі 6 дворами селян, мав там житловий будинок. 1751 року гетьман Кирило Розумовський віддав село генеральному підскарбію Михайлу Скоропадському, від якого воно перейшло до його сина ротмістра П. М. Скоропадського.
З 1780 року власниками селян були: спадкоємці померлого П. М. Скоропадського — 36 дворів (51 хата); військовий товариш І. Д. Затиркевич — 8 дворів (12 хат); бунчукові товариші Андрій та Іван Мазараки — 14 дворів (18 хат); 29 бездворових хат (з 36) належали чотирьом значковим товаришам Кондратенкам; у селі налічувалось також 65 дворів (133 хати) козаків.
Є на мапі 1787 року
У 1782—1796 роки село входило до Роменського повіту, у 1797—1802 роки до Прилуцького повіту Полтавської губернії. 1796 року частина села, що належала раніше П. М. Скоропадському, перейшла до його племінників Михайла і Петра Яковичів Скоропадських. 1797 року в селі (з хуторами) налічувалось 843 душі чоловічої статі податкового населення, діяла дерев'яна Троїцька церква (перша церква збудована до 1666 року). Наприкінці XVIII століття частина селян належала синам (Івану, Павлу і Петру) Д. І. Затиркевича (до якого перейшла і частина спадщини П. М. Скоропадського), а також його онуку Олександру Івановичу; за останнім у 1816 році рахувалося 58 душ селян.
За даними на 1859 рік у казенному селі Бло́тниці мешкало 2086 осіб (1 002 чоловічої статі та 1 084 — жіночої), налічувалось 410 дворових господарств, існували православна церква та сільська управа.
Згідно з реформою 1861 року в селі створене Волосне правління тимчасовозобов'язаних селян, якому підпорядковувано 9 сільських громад (756 ревізійних душ); козаки села підлягали Никонівському Волосному правлінню відомства Палати державного майна.
Після реорганізації волостей село з 1867 року стало волосним центром 1-го (1837—1865), пізніше (1865—1923) — 2-го стану.
Станом на 1885 рік у колишньому державному та власницькому селі, центрі Блотницької волості, мешкало 2 000 осіб, налічувалось 340 дворових господарств, існували православна церква, школа, 4 постоялих двори, 2 постоялих будинки, 4 лавки, 23 вітряних млини та маслобійний завод, відбувались базари по неділях.
1886 року у селі 113 дворів селян-власників, які входили до 5-ти громад (Граббе, Затиркевича, А. Мазараки, І. Мазараки, Оксамитної), 209 дворів козаків, 4 двори міщан та інших, 347 хат, 1871 житель; діяли: дерев'яна церква, земське початкове училище (засноване 1865 року; у віданні
земства з 1873 року), 5 шинків, 3 крамниці, базар по понеділках, водяний млин, 32 вітряки, 6 олійниць. З 1890 року відбувалися 3 ярмарки на рік (14 вересня, 6 грудня та на Трійцю).
За переписом 1897 року кількість мешканців зросла до 2285 осіб (1118 чоловічої статі та 1167 — жіночої), з яких 2188 — православної віри.

### XX століття
У 1910 році — 490 господарств, з них козаків — 299, селян — 153, євреїв — 16, інших непривілейованих — 5, привілейованих — 17, налічувалось 2847 жителів, у тому числі 27 теслярів, 7 покрівельників, 18 кравців, 13 шевців, 1 столяр, 5 ковалів, 1 слюсар, 2 чинбарі, 136 ткачів, 9 візників, 222 поденники, 43 займалися інтелігентними та 238 іншими неземлеробськими заняттями, все інше доросле населення займалося землеробством. Було 3 156 десятин придатної землі.
Діяли: нова дерев'яна церква, побудована 1899 року, земське початкове училище, в якому навчалося 138 хлопчиків, жіноча церковно-парафіяльна школа.
Землевласниками села були поміщики І. П. Барановський, М. П. Власова, П. X. Граббе, С. С. Затиркевич, О. Іваненко, Д. Ф. Кондратенко, Мазарака, М. Назаренко, А. П. Оксамитна.
З 1917 року село у складі Української народної республіки.

#### Радянська влада
Радянську владу вперше встановлено в січні 1918 року. Партійну організацію створено в 1920 році, комсомольську — в 1924 році. Під час утворення округів у 1923 році село відійшло до Роменської округи.
Па фронтах німецько-радянської війни воювали 490 жителів, з них 207 нагороджені орденами й медалями СРСР. 260 чоловік загинули. На їх честь у 1965 році встановлено пам'ятник. Також на території села є братська могила воїнів, які у 1943 році загинули під час відвоювання села.
Після 1945 року до села приєднані хутори Кондратенки та Семенюти
Станом на початок 1970-х років в селі було 533 двори, мешкало 1 597 осіб. Розміщувалась садиба колгоспу імені Суворова, за яким було закріплено 2 939 га сільськогосподарських угідь, у тому числі 2 468 га орної землі. Вирощували цукровий буряк, зернові й технічні культури; було розвинуте м'ясо-молочне тваринництво. Допоміжними галузями були садівництво і бджільництво. Працювали також механічна майстерня, механічний млин і цегельний завод. У селі діяли середня школа, в якій навчався 391 учень і працювало 32 вчителі, будинок культури па 450 місць, бібліотека (12 тисяч примірників), лікарня на 25 ліжок, відділення зв'язку, пологовий будинок і медамбулаторія.
Станом на 1988 рік в селі мешкало 909 жителів.

#### У складі України
З 1991 року село у складі України. 1996 року в селі було 298 дворів, мешкало 728 жителів.
2008 року в селі встановлено меморіальний знак на вшанування односельців, загиблих у часи Голодомору 1932—1933 років.
До 2020 року було центром сільської ради.

## Мешканці
- У селі народилися:
  - Білошапка Михайло Іванович (нар. 1924) — бандурист;
  - Максименко Юрій Борисович (нар. 1949) — український психолог.
  - Прохорович Єрмолай Васильович (1884—1983) — заслужений лікар РРФСР, лауреат Державної премії СРСР.
- У селі мешкав і помер український письменник Затиркевич Іван Олександрович.
- У селі після того, як вийшла заміж за блотницького поміщика Затиркевича Д. О., жила українська акторка Затиркевич-Карпинська Ганна Петрівна.[11]